# 千仏鍾乳洞
千仏鍾乳洞（せんぶつしょうにゅうどう）は福岡県北九州市小倉南区平尾台にある鍾乳洞。1935年12月24日に国の天然記念物に指定された。

## 概要
平尾台には他に目白鍾乳洞や牡鹿鍾乳洞が存在する。洞内は、水が流れており現在も浸食されている。

## 見学
入洞には、入洞料が必要。一般公開されている部分の500m程度から照明の設置されている終端の900m程度まで水の中を進むことになる。そのため無料の貸草履がある。また照明の設置されていない900m以降1.2km程度まで進むことが可能。

## アクセス
- 九州自動車道小倉南インターチェンジより車で20分程度（11㎞）。
- JR九州日田彦山線石原町駅よりタクシーで20分程度（8.6km）。